# 비극의 원흉이 되는 최강악역 최종보스 여왕은 국민을 위해 헌신합니다
비극의 원흉이 되는 최강악역 최종보스 여왕은 국민을 위해 헌신합니다(悲劇の元凶となる最強外道ラスボス女王は民の為に尽くします。)는 텐이치(작가), 스즈노스케(일러스트)가 원작한 일본의 라이트 노벨 소설 작품이다.